# Castets
 Castets  (en occitano Castèths) es una población y comuna francesa, situada en la región de Aquitania, departamento de Landas, en el distrito de Dax y cantón de Castets.

## Demografía
| 1499 | 1494 | 1517 | 1453 | 1719 | 1808 |
| Para los censos de 1962 a 1999 la población legal corresponde a la población sin duplicidades (Fuente: INSEE [Consultar]) |      |      |      |      |      |